# Vito Volterra

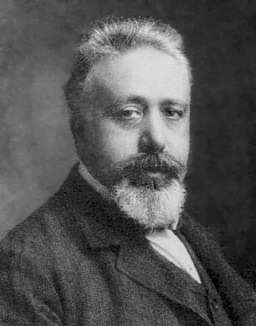
Vito Volterra

Vito Volterra (* 3. Mai 1860 in Ancona; † 11. Oktober 1940 in Rom) war ein italienischer Mathematiker und Physiker.

## Leben
Volterra stammte aus ärmlichen Verhältnissen. Mit 13 Jahren befasste er sich bereits mit dem Dreikörperproblem. Er studierte an der Universität von Pisa und promovierte dort über Hydrodynamik.
1883 wurde er Professor für Mechanik in Pisa, nach dem Tod seines Lehrers Enrico Betti erhielt er den Lehrstuhl für mathematische Physik in Pisa, 1892 den Lehrstuhl für Mechanik in Turin. 1900 wurde er Lehrstuhlinhaber für Mechanik in Rom.
1905 wurde er zum Senator des Königreichs berufen, wo er keiner Gruppierung angehörte. 1904 wurde er korrespondierendes und 1917 auswärtiges Mitglied der Académie des sciences. 1906 wurde er zum korrespondierenden Mitglied der Göttinger Akademie der Wissenschaften und 1908 zum Mitglied der Deutschen Akademie der Naturforscher Leopoldina gewählt. Ebenfalls 1908 wurde er korrespondierendes Mitglied der Russischen Akademie der Wissenschaften in St. Petersburg; seit 1926 war er Ehrenmitglied dieser Akademie. Die Académie royale des Sciences, des Lettres et des Beaux-Arts de Belgique nahm ihn 1919 als assoziiertes Mitglied auf. Im Ersten Weltkrieg arbeitete er für die italienische Armee und wirkte bei der Entwicklung von Luftschiffen mit. Von ihm stammte die Idee, unbrennbares Helium statt Wasserstoff als Trägergas zu verwenden.
Ab 1922 engagierte er sich in der Opposition gegen die Faschisten. Als er sich 1931 weigerte, den Treueid auf das faschistische Regime Benito Mussolinis zu leisten, wurde er gezwungen, die Universität zu verlassen. Wegen seiner Verweigerung der Eidesleistung wurde er 1935 auch aus der Accademia Nazionale dei Lincei ausgeschlossen, der er seit 1888 als korrespondierendes und seit 1899 als ordentliches Mitglied angehört hatte. Die letzten Jahre seines Lebens verbrachte er im Ausland, vor allem in Spanien und Frankreich, kehrte aber kurz vor seinem Tod nach Rom zurück.
Seine Forschungen befassten sich insbesondere mit der Analysis. Bekannt sind vor allem seine Arbeiten zu Integralgleichungen, so ist ein spezieller Typ nach ihm Volterra-Gleichung benannt. Auch beschäftigte er sich mit Populationsdynamik in Räuber-Beute-Beziehungen. Die von ihm gefundenen Gesetze, die er unabhängig von Alfred J. Lotka formulierte, werden nach ihm Lotka-Volterra-Regeln (früher auch: Lotka-Volterra-Gesetze) genannt.
1907 wurde Volterra Ehrenmitglied der London Mathematical Society. 1911 wurde er in die National Academy of Sciences und 1913 als Ehrenmitglied (Honorary Fellow) in die Royal Society of Edinburgh gewählt. 1928 hielt er einen Plenarvortrag auf dem Internationalen Mathematikerkongress (ICM) in Bologna (La teoria dei funzionali applicata ai fenomeni ereditari; Anwendung der Theorie der Funktionale in der Genetik), ebenso zuvor 1900 auf dem ICM in Paris (Betti, Brioschi, Casorati - Trois analystes italiens et trois manières d’envisager les questions d’analyse) und 1908 in Rom (Le matematiche in Italia nella seconda metà del secolo XIX). 1970 wurde der Mondkrater Volterra nach ihm benannt.
Der am 21. Mai 1996 entdeckte Asteroid (14072) Volterra trägt seit 2000 seinen Namen.

## Schriften
- Opere matematiche. Memorie e note, 5 Bände, Rom, Accademia Nazionale dei Lincei, 1954–1962
- Trois leçons sur quelques progrés récents de la physique mathématique, Worcester, Massachusetts 1912
  - Deutsche Ausgabe: Drei Vorlesungen über neuere Fortschritte der mathematischen Physik, gehalten im September 1909 an der Clark University, Leipzig: Teubner 1914, Archive
- Leçons sur les équations intégrales et les équations intégro-diférentielles (Hrsg.  Tomassetti, F. S. Zarlatti), Paris 1913
- Leçons sur les fonctions de lignes (Hrsg. J. Péres), Paris 1913
- Saggi scientifici, Bologna, 1920
- mit J. Pérès: Leçons sur la composition et les fonctions permutables, Paris, 1924
- Theory of Functionals and of Integral and Integro-Differential Equations, Hrsg. M. Long, London-Glasgow 1930, Nachdruck mit Bibliographie von Volterra und Biographie von Edmund Whittaker, New York 1959
- Leçons sur la théorie mathématique de la lutte pour la vie, Hrsg. Marcel Brelot, Paris 1931
- Les associations biologiques au point de vue mathématique, Paris 1935
- mit U. D’Ancona: Théorie gémérale de fonctionelles, Paris 1936
- mit J. Pérès: Sur les distortions de corps élastiques, Paris 1960